# Feminicidio Uruguay (proyecto)
Feminicidio Uruguay es un proyecto que recaba, ordena y disponibiliza información sobre feminicidios en Uruguay. Además de la base de datos de casos desde 2001 a la fecha, el sitio web contiene un mapa de los casos geolocalizados desde 2015 en adelante.
La plataforma es un registro no oficial de feminicidios relevados y actualizados, principalmente, a partir de notas en medios de comunicación para dar visibilidad y denunciar esta forma extrema de violencia de género en el país. Según la responsable del sitio, la comunicadora feminista Helena Suárez Val, las diferencias con los registros oficiales se explican por “la fricción entre el marco normativo, la perspectiva de género y, claro, la forma de ver los casos”.
El proyecto es la continuación de un registro iniciado en noviembre de 2014, cuando feministas comenzaron a organizar "Alertas feministas", protestas públicas espontáneas tras cada caso de feminicidio.